# Стрелец (Липецкая область)
Стреле́ц — село Грызловского сельского поселения Долгоруковского района Липецкой области. Стоит на левом берегу реки Свишни при впадении в него небольшого ручья.
Стрелец основан в конце XVII века. Тогда сюда были посланы для охраны лесов стрельцы, которые здесь же и поселились; отсюда название.
Сегодня в селе есть Народный музей села Стрелец.

## Население
| 2010 | 2011 |
| ---- | ---- |
| 423  | →423 |

## Известные уроженцы
- Заслуженный артист Украины и России, художественный руководитель Белгородского театра песни Владимир Ермолов [2]